# Trichodiadema hallii
Trichodiadema hallii är en isörtsväxtart som beskrevs av L. Bol. Trichodiadema hallii ingår i släktet Trichodiadema och familjen isörtsväxter. Inga underarter finns listade i Catalogue of Life.